# Go Loko
Go Loko è un singolo del rapper statunitense YG in collaborazione con Tyga e Jon Z, pubblicato il 3 maggio 2019 come estratto dall'album in studio 4Real 4Rreal.

## Classifiche
| Classifica (2019)                          | Posizione massima |
| ------------------------------------------ | ----------------- |
| Australia (ARIA)                           | 41                |
| Austria (Ö3 Austria Top 40)                | 74                |
| Irlanda (Irish Recorded Music Association) | 65                |
| Nuova Zelanda (Recorded Music NZ)          | 15                |
| Svezia (Sverigetopplistan)                 | 1                 |
| USA Rolling Stone 100                      | 34                |